# EasyWay
EasyWay — сервіс, що надає інформацію про всі маршрути та зупинки громадського транспорту 73 міст України, серед яких Київ, Харків, Одеса та інші. Також присутні міста Молдови, Болгарії, Узбекистану, Сербії, Хорватії, Казахстану, Польщі, Греції та Туреччини.
Окрім сайту, проєкт EasyWay пропонує мобільні застосунки для Android та iOS, а також API доступ.
Система пошуку маршрутів громадського транспорту EasyWay є соціальним проєктом, умовно безкоштовним для використання, натомість пропонується перегляд реклами, яку в застосунку можна відключити за певну плату.

## Історія
Сайт EasyWay створено у Львові в 2011 році. У 2012 році сайт інформував мільйони гостей Євро-2012 і в свою чергу отримав визнання та популярність. У 2013 році став технічним партнером Google, Yandex та Here з підтримки громадського транспорту в Україні в картографічних сервісах цих компаній. Також у цьому ж році компанія взяла участь у GDG DevFest 2013 та IT-конференції iCamp, де представником сервісу був Антон Шишкін. Його доповідь [Архівовано 11 вересня 2021 у Wayback Machine.] виявилась напрочуд вдалою та інформаційною, що допомогло привабити потенційних інвесторів.

## Функціонал
Головними можливостями та перевагами сервісу є:
- Головною властивістю сервісу є можливість в режимі онлайн спостерігати за пересуванням автобусів, тролейбусів, трамваїв та міської електрички[2] завдяки GPS. Є транспортні дані GPS Києва, Дніпра, Тернополя, Львова[3], Сум, Сімферополя, Кропивницького, Дніпропетровськ, Луцька, Івано-Франківська, Запоріжжя, Маріуполя та Дрогобича;
- Сервіс допомагає підібрати потрібний користувачу маршрут з урахуванням фінансових та часових затрат, а також прокладає найкоротший автомобільний шлях. Для додаткової зручності у мобільних додатках є можливість вибрати три фільтри: «найдешевший», «найшвидший» і «найоптимальніший»;
- Змога перегляду найактуальніших змін у графіку роботи транспорту та непередбачуваних ситуацій, які могли виникнути на певному маршруті з можливістю швидко перепланувати поїздку;
- Наприкінці 2014 року сервіс зробив крок назустріч людям з інвалідністю і додав функцію фільтрування транспорту з низькою підлогою або пандусом. Ця можливість вже доступна у Кам'янському, Хмельницькому та Львові.

## Збої в роботі
19 серпня 2024 року на онлайн-сервіс EasyWay було здійснено масштабну DDoS-атаку, яка могла вплинути на відображення даних у режимі реального часу. Орім того, як повідомили в EasyWay, можуть фіксуватися проблеми у роботі сайту сервісу.